# Commissione Giustizia del Senato della Repubblica
La Commissione permanente 2ª Giustizia è un organo del Senato della Repubblica italiana.

## Funzione
La 2ª Commissione ha competenza per i disegni di legge riguardanti le specifiche materie dell'ordinamento giudiziario, del personale e dei servizi del Ministero della giustizia, nonché per i disegni di legge riguardanti la materia civile e penale. Rientrano altresì specificamente nella sua competenza gli archivi notarili, gli ordini ed i collegi professionali, e infine le tematiche concernenti l'ordinamento e l'amministrazione penitenziaria. Nella cospicua attività consultiva pronuncia il suo parere, per lo più nella sede ristretta di un'apposita sottocommissione, sui disegni di legge che le sono assegnati dalla Presidenza del Senato - e che vengono in questo contesto valutati dal punto di vista strettamente tecnico - nonché su tutti i disegni di legge e gli emendamenti all'esame di altre Commissioni, che contengono disposizioni recanti sanzioni penali e amministrative.

## Composizione
La Commissione è composta da circa 25 senatori (di cui due segretari, due vicepresidenti e un presidente) scelti in modo omogeneo tra i componenti del Senato della Repubblica, in modo da rispecchiarne le forze politiche presenti. Essi sono scelti dai gruppi parlamentari (e non dal Presidente, come invece accade per l'organismo della Giunta parlamentare): per la nomina dei membri ciascun Gruppo, entro cinque giorni dalla propria costituzione, procede, dandone comunicazione alla Presidenza del Senato, alla designazione dei propri rappresentanti nelle singole Commissioni permanenti. 
Ogni senatore chiamato a far parte del governo o eletto presidente della Commissione è, per la durata della carica, sostituito dal suo gruppo nella Commissione con un altro senatore, che continuerà ad appartenere anche alla Commissione di provenienza. Tranne in rari casi nessun Senatore può essere assegnato a più di una Commissione permanente. Le Commissioni permanenti sono rinnovate dopo il primo biennio della legislatura ed i loro componenti possono essere confermati, ma i gruppi parlamentari possono cambiare i propri membri autonomamente in qualsiasi momento, sostituendoli, aggiungendoli o rimuovendoli, modificando di conseguenza anche il numero totale dei componenti della Commissione.

## Presidenti
| N°                                        | Presidente       | Presidente       | Presidente                        | Gruppo parlamentare | Mandato           | Mandato          | Legislatura       |
| N°                                        | Presidente       | Presidente       | Presidente                        | Gruppo parlamentare | Inizio            | Fine             | Legislatura       |
| ----------------------------------------- | ---------------- | ---------------- | --------------------------------- | --- | ----------------- | ---------------- | ----------------- |
| 2ª Giustizia e autorizzazioni a procedere |                  |                  |                                   | |                   |                  |                   |
| 1                                         |                  |                  | Giovanni Persico (1878–1967)      | Partito Socialista Democratico Italiano                                                                                   | 16 giugno 1948    | 24 giugno 1953   | I (1948)          |
| 2                                         |                  |                  | Adone Zoli (1887–1960)            | Democratico Cristiano | 28 luglio 1953    | 17 gennaio 1954  | II (1953)         |
| 2                                         | 24 febbraio 1954 | 20 febbraio 1956 | Adone Zoli (1887–1960)            | Democratico Cristiano |                   |                  | II (1953)         |
| 3                                         |                  |                  | Lorenzo Spallino (1897–1962)      | Democratico Cristiano | 1º marzo 1956     | 2 luglio 1957    | II (1953)         |
| 4                                         |                  |                  | Giuseppe Magliano (1883–1971)     | Democratico Cristiano | 10 luglio 1957    | 11 giugno 1958   | II (1953)         |
| 4                                         | 10 luglio 1958   | 15 maggio 1963   | Giuseppe Magliano (1883–1971)     | Democratico Cristiano | III (1958)        |                  |                   |
| 5                                         |                  |                  | Edgardo Lami Starnuti (1887–1968) | Partito Socialista Democratico Italiano                                                                                   | 5 luglio 1963     | 4 marzo 1965     | IV (1963)         |
| 6                                         |                  |                  | Dante Schietroma (1917–2004)      | Partito Socialista Democratico Italiano                                                                                   | 8 aprile 1965     | 7 marzo 1966     | IV (1963)         |
| -                                         |                  |                  | Edgardo Lami Starnuti (1887–1968) | Partito Socialista Democratico Italiano (1966) PSI-PSDI unificati (1966-1967)                                             | 24 marzo 1966     | 1º febbraio 1967 | IV (1963)         |
| 7                                         |                  |                  | Giorgio Fenoaltea (1902–1974)     | PSI-PSDI unificati | 8 febbraio 1967   | 4 giugno 1968    | IV (1963)         |
| 7                                         | 5 luglio 1968    | 23 luglio 1968   | Giorgio Fenoaltea (1902–1974)     | PSI-PSDI unificati | V (1968)          |                  |                   |
| 8                                         |                  |                  | Gennaro Cassiani (1903–1978)      | Democratico Cristiano | V (1968)          | 24 luglio 1968   | 30 settembre 1971 |
| 2ª Giustizia                              |                  |                  |                                   | |                   |                  |                   |
| -                                         |                  |                  | Gennaro Cassiani (1903–1978)      | Democratico Cristiano | 1º ottobre 1971   | 24 febbraio 1972 | V (1968)          |
| 9                                         |                  |                  | Giuseppe Salari (1909–2004)       | Democratico Cristiano | 25 febbraio 1972  | 24 maggio 1972   | V (1968)          |
| 10                                        |                  |                  | Virginio Bertinelli (1901–1973)   | Partito Socialista Democratico Italiano                                                                                   | 11 luglio 1972    | 13 giugno 1973   | VI (1972)         |
| 11                                        |                  |                  | Agostino Viviani (1911–2009)      | Partito Socialista Italiano                                                                                               | 25 settembre 1973 | 4 luglio 1976    | VI (1972)         |
| 11                                        | 27 luglio 1976   | 19 giugno 1979   | Agostino Viviani (1911–2009)      | Partito Socialista Italiano                                                                                               | VII (1976)        |                  |                   |
| 12                                        |                  |                  | Giancarlo De Carolis (1930–1999)  | Democratico Cristiano | 11 luglio 1979    | 7 luglio 1981    | VIII (1979)       |
| 13                                        |                  |                  | Cesarino Dante Cioce (1925–2000)  | Partito Socialista Democratico Italiano                                                                                   | 23 luglio 1981    | 11 luglio 1983   | VIII (1979)       |
| 14                                        |                  |                  | Giuliano Vassalli (1915–2009)     | Partito Socialista Italiano                                                                                               | 11 agosto 1983    | 28 ottobre 1986  | IX (1983)         |
| 15                                        |                  |                  | Franco Castiglione (1931–2005)    | Partito Socialista Italiano                                                                                               | 29 ottobre 1986   | 1º luglio 1987   | IX (1983)         |
| 16                                        |                  |                  | Giorgio Covi (1923–2005)          | Repubblicano | 5 agosto 1987     | 22 aprile 1992   | X (1987)          |
| 17                                        |                  |                  | Roland Riz (1927–)                | Misto-SVP | 17 giugno 1992    | 14 aprile 1994   | XI (1992)         |
| 18                                        |                  |                  | Antonio Guarra (1928–1996)        | Alleanza Nazionale | 2 giugno 1994     | 8 maggio 1996    | XII (1994)        |
| 19                                        |                  |                  | Ortensio Zecchino (1943–)         | Partito Popolare Italiano                                                                                                 | 5 giugno 1996     | 26 ottobre 1998  | XIII (1996)       |
| 20                                        |                  |                  | Michele Pinto (1931–)             | Partito Popolare Italiano                                                                                                 | 28 ottobre 1998   | 29 maggio 2001   | XIII (1996)       |
| 21                                        |                  |                  | Antonino Caruso (1950–2020)       | Alleanza Nazionale | 26 giugno 2001    | 27 aprile 2006   | XIV (2001)        |
| 22                                        |                  |                  | Cesare Salvi (1948–)              | L'Ulivo (2006-2007) Sinistra Democratica per il Socialismo Europeo (2007-2008)                                            | 6 giugno 2006     | 28 aprile 2008   | XV (2006)         |
| 23                                        |                  |                  | Filippo Berselli (1941–)          | Il Popolo della Libertà (2008-2012) Fratelli d'Italia - Centrodestra Nazionale (2012) Il Popolo della Libertà (2012-2013) | 22 maggio 2008    | 14 marzo 2013    | XVI (2008)        |
| 24                                        |                  |                  | Nitto Francesco Palma (1950–)     | Forza Italia-Il Popolo della Libertà XVII Legislatura                                                                     | 8 maggio 2013     | 20 gennaio 2016  | XVII (2013)       |
| 25                                        |                  |                  | Nico D'Ascola (1954–)             | Alternativa Popolare - Centristi per l'Europa - NCD                                                                       | 21 gennaio 2016   | 22 marzo 2018    | XVII (2013)       |
| 26                                        |                  |                  | Andrea Ostellari (1974–)          | Lega Salvini Premier - Partito Sardo d'Azione                                                                             | 21 giugno 2018    | 13 ottobre 2022  | XVIII (2018)      |
| 27                                        |                  |                  | Giulia Bongiorno (1966–)          | Lega Salvini Premier - Partito Sardo d'Azione                                                                             | 10 novembre 2022  | in carica        | XIX (2022)        |

## Procedure
La Commissione viene convocata per la prima volta dal presidente del Senato per procedere alla propria costituzione. L'Ufficio di Presidenza della Commissione, integrato dai rappresentanti dei gruppi, predispone il programma e il calendario dei lavori, che sono stabiliti in modo da assicurare l'esame in via prioritaria dei disegni di legge e degli altri argomenti compresi nel programma e nel calendario dell'Assemblea. Quando la discussione di un determinato argomento, anche non compreso nel programma, sia richiesta da almeno un quinto dei componenti della Commissione, l'inserimento nell'ordine del giorno in tempi brevi è rimesso all'Ufficio di Presidenza della Commissione stessa. Al termine di ciascuna seduta, di norma, il presidente della Commissione annuncia la data, l'ora e l'ordine del giorno della seduta successiva e viene di conseguenza stampato e pubblicato l'ordine del giorno.

## Composizione nella XIX legislatura (2022 -in corso)
Elenco dei membri ad aprile 2024
| Gruppo parlamentare                                                          | Gruppo parlamentare                                                                                 | Senatore                       |
| ---------------------------------------------------------------------------- | --------------------------------------------------------------------------------------------------- | ------------------------------ |
|                                                                              | Lega Salvini Premier - Partito Sardo d'Azione                                                       | Giulia Bongiorno (presidente)  |
|                                                                              | Fratelli d'Italia                                                                                   | Sandro Sisler (vicepresidente) |
|                                                                              | Misto-Alleanza Verdi e Sinistra                                                                     | Ilaria Cucchi (vicepresidente) |
|                                                                              | Fratelli d'Italia                                                                                   | Sergio Rastrelli (segretario)  |
|                                                                              | Partito Democratico - Italia Democratica e Progressista                                             | Walter Verini (segretario)     |
|                                                                              | Fratelli d'Italia                                                                                   | Gianni Berrino                 |
| Susanna Donatella Campione                                                   | Fratelli d'Italia                                                                                   |                                |
| Ernesto Rapani                                                               | Fratelli d'Italia                                                                                   |                                |
| Salvatore Sallemi                                                            | Fratelli d'Italia                                                                                   |                                |
| Marco Silvestroni                                                            | Fratelli d'Italia                                                                                   |                                |
|                                                                              | Partito Democratico - Italia Democratica e Progressista                                             | Alfredo Bazoli                 |
| Franco Mirabelli                                                             | Partito Democratico - Italia Democratica e Progressista                                             |                                |
| Anna Rossomando                                                              | Partito Democratico - Italia Democratica e Progressista                                             |                                |
|                                                                              | Lega Salvini Premier - Partito Sardo d'Azione                                                       | Manfredi Potenti               |
| Erika Stefani                                                                | Lega Salvini Premier - Partito Sardo d'Azione                                                       |                                |
|                                                                              | MoVimento 5 Stelle                                                                                  | Anna Bilotti                   |
| Ada Lopreiato                                                                | MoVimento 5 Stelle                                                                                  |                                |
| Roberto Scarpinato                                                           | MoVimento 5 Stelle                                                                                  |                                |
|                                                                              | Forza Italia - Berlusconi Presidente - PPE                                                          | Maurizio Gasparri              |
| Pierantonio Zanettin (in sostituzione di Maria Elisabetta Alberti Casellati) | Forza Italia - Berlusconi Presidente - PPE                                                          |                                |
|                                                                              | Italia Viva - Il Centro - Renew Europe                                                              | Ivan Scalfarotto               |
|                                                                              | Civici d'Italia - Noi moderati (UDC - Coraggio Italia - Noi con l'Italia - Italia al Centro) - MAIE | Giovanna Petrenga              |
|                                                                              | Per le Autonomie (SVP-Patt, Campobase, Sud chiama Nord)                                             | Julia Unterberger              |